# Дурово (станция, Дуровское сельское поселение)
Ду́рово — станция (тип населённого пункта) в Смоленской области России, в Сафоновском районе. Входит в состав Барановского сельского поселения. Население — 75 жителей (2007 год).

## География
Расположена в центральной части области в 6 км к востоку от города Сафоново, в 2 км южнее автодороги М1 «Беларусь».

## История
В годы Великой Отечественной войны деревня была оккупирована гитлеровскими войсками в сентябре 1941 года, освобождена в 1943 году.

## Население
| 2007 |
| ---- |
| 75   |

## Инфраструктура
Железнодорожная станция Дурово.
Путевое хозяйство.

## Транспорт
Автомобильный и железнодорожный транспорт.